# Peixos serra
|  | Per a altres significats, vegeu «peix serra». |

Els prístids (Pristidae, gr. πριστήρ, pristēr, que significa "serra") són una família de peixos cartilaginosos, l'única de l'ordre Pristiformes, del superordre dels batoïdeus, coneguts popularment com a peixos serra, que no s'han de confondre amb el taurons serra (ordre Pristiophoriformes) als quals se semblen per un notable cas de convergència evolutiva. El tret més característic és la presència d'un morro llarg i serrat.
Totes les espècies de peix serra són en perill, o en perill greu i el comerç internacional d'aquestes n'és prohibit. Capturar-los és il·legal als Estats Units i a Austràlia.

## Descripció
La primera característica que s'aprecia del peix serra és el seu morro en forma de serra, anomenat rostrum. El rostrum està cobert per porus electrosensitius que el permeten detectar moviment i fins i tot els batecs cardíacs d'una possible presa amagada sota la sorra del fons marí. El rostrum serveix també com a eina per a excavar a la recerca de crustacis enterrats. Quan un peix serra detecta una presa adient s'hi abraona i l'ataca furiosament amb la seva serra. Generalment això fereix suficientment la presa perquè el peix serra la pugui devorar sense massa resistència. Els peixos serra també utilitzen el rostrum per a defensar-se dels depredadors (com els taurons) i intrusos diversos. Les "dents" que sobresurten del rostrum no són dents de debò sinó escates modificades.
Tant el cos com el cap dels peixos serra són plans, adaptats per a passar la major part del temps reposant sobre el fons marí. Com les rajades, la boca i les narius dels peixos serra se situen a la part inferior del cos. La boca està aprovisionada de petites dents en forma de cúpula per a menjar petits peixos i crustacis, tot i que a vegades se'ls poden empassar sencers. Els peixos serra respiren per dos espiracles que se situen just entre els ulls, a través dels quals inspiren aigua cap a les brànquies. La pell és coberta per diminuts denticles dèrmics que els atorga una textura rugosa. Els peixos serra generalment són d'un color gris o marró, mentre que el Pristis pectinata presenta un color verd oliva.

## Distribució i hàbitat
Els peixos serra es troben en àrees tropicals i subtropicals al voltant d'Àfrica i Austràlia i al Carib, no és rar que remuntin els rius terra endins.
Viuen en aigües fangoses i poc fondes i es poden trobar tant en aigua dolça com salada. La majoria prefereixen viure a les boques dels rius i els sistemes d'aigua dolça. Tots els peixos serra posseeixen l'habilitat de travessar el pas d'aigua dolça a salada, i sovint ho fan.

## Comportament
Els peixos serra són nocturns, dormint usualment durant el dia, caçant de nit. Tot i l'aparença monstruosa d'aquests peixos, són tranquils i no ataquen als humans si no són provocats o sorpresos.

### Reproducció
Se sap poca cosa sobre els hàbits reproductius dels peixos serra. Cada individu viu entre 25 i 30 anys, i madura als 10 anys.
S'ha estimat que s'aparellen cada dos anys. Maduren lentament - no es reprodueixen fins que no assumeixen entre 3,5 i 4 metres de longitud i 10 o 12 anys - i tenen unes tasses de reproducció molt més petites que la majoria dels peixos. Aquest fet els dificulta la recuperació de la sobreexplotació pesquera.

## Taxonomia
- Gènere Anoxypristis
  - Anoxypristis cuspidata (Latham, 1794).
- Gènere Pristis
  - Pristis clavata Garman, 1906.
Relativament petit comparat amb altres espècies, només en torn dels 1.4 m.
  - Pristis microdon Latham, 1794.
Habita en aigües dolces i es troba terra endins. És el peix d'aigua dolça més gran d'Austràlia.
  - Pristis pectinata Latham, 1794.
  - Pristis perotteti Müller i Henle, 1841.
Viu al voltant de la línia de costa del Carib i d'Amèrica Central. Es troba en un seriós perill a Amèrica Central i del Sud.
  - Pristis pristis (Linnaeus, 1758).
Foren àmpliament distribuïts per l'est de l'Atlàntic i del Mediterrani, aquesta espècie ha esdevingut en ambdós llocs en perill crític o es pensa que n'és extinta.
  - Pristis zijsron Bleeker, 1851.
El peix serra més comú